# 2012年加利福尼亞州39號提案
39号提案（英語：Proposition 39，專有名詞縮寫），是一项美國加利福尼亚州用于改变州外營利事業计算其營業收入（income tax）稅賦的公投提案。於2012年11月6日的一般性选举中獲得通過。
39号提案的支持者表示，该提案能够堵上州外營利事業通过雇佣外州员工而造成的税收漏洞，同时实现周內營利事業与州外營利事業在税收上的平等。並將通过弥补税收漏洞所获得的资金将用于资助公立学校，增加州内的就业机会，特别是用于清洁能源的建设部分。反对者认为，39号提案就是一种赋税的增加，它会使得加利福尼亞州失去对州外營利事業的吸引力。但这项提案并不会影响到位于加州的營利事業或加利福尼亞州的居民。
无党派的加利福尼亞州立法分析办公室已经明确表示这项提案的通过能够为加利福尼亞州带来大约10亿美元的會計年度财政收入，并创造4万个就业岗位。
39号提案的主要支持者是湯姆·施泰爾（Tom Steyer），他在提案的设计中起到了领导的作用。加州参议员梁家訓（Kevin de Leon）是39号提案活动的联合主席。

## 背景
2009年，加利福尼亞州的立法者修改了公司税收法，外州的營利事業在计算其加利福尼亞州的收入所得税时可以在2种方法中任选其一。这2种方法分别是：“三元素法”（three-factor apportionment option）和“单一销售额元素法”（Single sales factor）。“三元素法”的意思是營利事業收入所得税的一半依据營利事業在加利福尼亞州的销售额计算，另一半依据營利事業在加州内的财产和雇员情况计算。
当一家營利事業在加利福尼亞州内有大量的销售额，但却没有營利事業的实体存在于加利福尼亞州内的情况下，选择“三元素法”将大大降低该加利福尼亞州的赋税。该项税收法案的修改是阿诺德·施瓦辛格与共和党之间为了平衡财政预算所达成协议的一部分。加利福尼亞州是唯一一个允许州外營利事業选择其收入所得税计算方法的州。
39号提案的支持者包括湯姆·施泰爾，他建立了法拉隆資本管理、太平洋银行（後更名）。湯姆曾经签署捐贈誓言提案（The Giving Pledge），并个人捐献2190万美元，用于支持该提案的宣传活动。2010年，在Steyer作为联合主席的领导下，企图推翻《加州气候变化法》的提案23被彻底击败。
“保守选民联盟组织”已经为该活动贡献了2万5000美元，“西方国家钣金工人委员会”（Western States Council of Sheet Metal Workers PAC）也贡献了5000美元。
类似的法律已经在新泽西州、伊利诺伊州和得克萨斯州获得通过。.新泽西州的共和党州长克里斯·克里斯蒂（Chris Christie）声称，杜绝税收漏洞是新泽西州经济复苏的一个重要因素。

### 1500号提案
約翰·佩雷斯作为一名来自于洛杉矶的州代表，于2012年提出“1500号提案”。该提案的目的是把“三元素法”从加利福尼亞州的税法中删除。截止到2012年8月31日，“1500号提案”未能获得所需的支持率，因此未能通过。由“1500号提案”所带来的额外财政收入本来可以为那些家庭年收入低于15万美元的州立大学的学生降低2/3的学费。大量的州外營利事業反对该提案。

## 提案的措施
39号提案取消了州外營利事業选择计算其加州收入所得税方法的权利。一旦该提案获得通过，所有在加利福尼亞州进行销售的營利事業都将使用“单一销售额元素法”，即只按照销售额来计算公司營業收入。
39号提案还提出了对10亿美元额外财政收入的使用建议。在第一个5年中，新的税收收入的一半将用于清洁能源项目，另一半将加入加利福尼亞州的一般性基金。5年之后，所有的钱都将汇入加利福尼亞州的一般性基金。
提案的拥护者提到现有法律的最大受益者包括4家公司，它们是克莱斯勒集团、通用汽车、国际纸业和金佰利.然而在2012年9月，宝洁和克莱斯勒宣布他们将不反对39号提案。
2011年，基因泰克（Genentech Inc.）的首席执行官Andrea Jackson提到她的公司为了利用“三元素法”避税，在俄勒冈建立了一个新厂房。她说加利福尼亞州的税法在鼓励企业把厂房迁到外州。
最近，一家名叫灯塔经济（Beacon Economics）的独立型研究公司做出的研究表明，39号提案能够限制企业为了逃避税务责任而把營利事業迁往州外的获利行为。

## 分析

### 正面影响
根据独立的分析，39号提案能够为加州增加10亿美元的年财政收入。它同时还能够遏制營利事業在外州建厂或招募员工。支持者说该提案的通过能够为加利福尼亞州创造40000个新工作。环境与健康团体声称，注入清洁能源项目的额外资金能够带来更为安全的学校以及改善的公众健康状况。沙加緬度蜜蜂報的编辑委员会表示，39号提案代表着“民主应该产生多么直接的效应”。

### 负面影响
39号提案的反对者认为，更高的赋税会减少很多營利事業的业务。他们声称某种形式的“三元素法”自从1966年开始就已经存在于税法中了。有些人担心提案的通过会为本来已经很臃肿的税法增加更多的官僚和复杂度。他们还指责了營利事業不友好的商业税收环境——根据税务基金会的排名，加州仅位列第48位。

## 签字支持
截至2012年9月，洛杉矶时报、萨克拉门托蜜蜂报、圣何塞水星报、旧金山商会、加利福尼亞州议会议长John Perez、加州劳工联盟、加州参议院长達雷爾·斯坦伯格、以及美国前国务卿罗纳德·里根和乔治·舒尔茨都已经为该提案签字，以表示支持。
2012年9月26日，加利福尼亞州民主党主席約翰·伯頓（John Burton）宣布了他对39号提案的签字支持。最近的来自于其它组织的签字支持还包括：旧金山商会（San Francisco Chamber of Commerce）、美国肺脏协会（American Lung Association）、拉美商业协会（Latin Business Association）、加州劳工联合会（California Labor Federation）、加州社区学院理事（California Community College Trustees）以及加州保守选民联盟。
截至2012年10月1日，通用汽车公司、国际纸业公司、金佰利公司、克莱斯勒汽车公司以及宝洁公司将不再反对39号提案。
西米谷商会、卡平特里亞商会、奧克斯納德商会以及美国联合商会都反对39号提案。

## 编辑意见

### “39号提案的支持者”
- Oakland Tribune（奥克兰论坛报）正式签名支持39号提案，他们写道“39号提案将把商机留在这里。”[36]
- Fresno Bee于2012年10月1日正式签名支持39号提案。他们写道“如果39号提案能够获得通过，它将为加利福尼亞州带来10亿美元的额外年收入。”[37]
- Bakersfield Californian也对39号提案表示支持，他们说：“现在是该改变这项3年前由加利福尼亞州立法机构制定的糟糕的税收政策的时候了，这种改变将是一劳永逸的。”[38]
- Modesto Bee支持39号提案，他们写道“39号提案告诉我们民主应该如何执行。”[39]
- The San Diego Free Press（圣地亚哥自由出版社）宣布支持39号提案。他们写道“39号提案将取消州外營利事業在计算其加州收入所得税时在2种方法中任选其一的权利，他们将只能以销售额为依据进行计算。”[40]
- Redding Record Searchlight支持39号提案，他们写道“[39号提案]结束了州外營利事業每年享受10亿美元馈赠的权利。”[41]
- Contra Costa Times支持39号提案，他们写道“加利福尼亞州的立法机构拒绝纠正他们在2009年犯下的错误；当时在一次深夜的预算会议中，他们为州外營利事業创造了一项税收激励政策。投票者应该在11月6日的投票中通过支持39号提案，而对该错误进行纠正。”[42]
- Los Angeles Times（洛杉矶时报）支持39号提案。在2012年9月27日的一次意见交流会上，他们写道“39号提案能够为加利福尼亞州增加10亿美元的年税收，这部分钱的一半将用于提高公共建筑的能源效率。”[43]
- San Jose Mercury News（圣何塞水星报）支持39号提案，他们写道“加利福尼亞州的立法机构拒绝纠正他们在2009年犯下的错误；当时在一次深夜的预算会议中，他们为州外營利事業创造了一项税收激励政策。投票者应该在11月6日的投票中通过支持39号提案，而对该错误进行纠正。”[44]
- Sacramento Bee（萨克拉门托蜜蜂报）支持39号提案。该报社号召投票者支持该提案，他们写道“从本质上讲，像Altria这样的烟草制造商会选择2种税收方法中更有利于自己的计算方法，从而缴纳更少的加利福尼亞收入稅賦。他们每年都在为此运作，以获取最高的利润……39号提案证明了民主是多么地势在必行。[7]

### “39号提案的反对者”
- San Francisco Chronicle（旧金山纪事）反对39号提案，他们在一份9月份的社论中声称“39号提案将把其收到的10亿美元额外税收的一半用于高效能源项目，它是在用一个糟糕的主意（选票箱决定预算）破坏一个好主意（税制改革）。[46]
- San Diego Union Tribune（圣地亚哥联合论坛报）反对39号提案，他们写道“我们建议大家为39号提案投反对票。”[47]
- Ventura County Star(文图拉县星报)反对39号提案，他们声称“39号提案的支持者可能有良好的出发点，但11月6日的关于这项提案的投票活动辜负了大家理性的期望。星报建议大家投反对票。”[48]
- Pasadena Star-News（帕萨迪纳之星新闻）反对39号提案，他们写道“39号提案是一个让人喜忧参半的提案，就像其它很多需要进行投票的提案一样，它应该被拒绝。”[49]
- The San Bernadino Sun反对39号提案，他们写道“他们计划在今后的4年中，把10亿美元的额外收入的一半用于高效能源及能源替代类产品项目。”[50]
- The editorial board of the Appeal-Democrat（上诉民主党）的编委会于5月发表对39号提案的反对，他们写道“Steyer说39号提案会为加利福尼亞州创造绿色工作机会。但高税收会扼杀大量的工作机会。以前的32号议会法案就曾经声称可以创造绿色工作机会，即由施瓦辛格签署的《2006年全球变暖解决方案法》，但是它并没有阻止加利福尼亞州失业率飙升到全国平均失业率以上。加利福尼亞州失业率问题的真正原因并不是缺少绿色工作机会，而是加利福尼亞州不利增加就业机会的大环境，正如32号法案和Steyer倡导的39号提案。”[51]
- Los Angeles Daily News（洛杉矶每日新闻）声称：“39号提案有2个严重问题：一是，它又是一个选票箱预算的例子，它准备把一半的额外税收收入投到利基项目，而不是一般基金；二是，它要追溯到立法机构在3年前制定的一项预算协议。”[52]
- San Gabriel Valley Tribune（圣盖博谷论坛报）声称：“加利福尼亞州无法再承受更多的选票箱预算活动了，这些活动总是由一些人发起并为了满足其某个单一目的；这次是由一个对冲基金方面的亿万富翁发起的。39号提案企图创建“清洁能源就业创造基金”，它会像过去的“First 5”和“精神健康”基金一样成为公众不可触及的基金。这次活动的目的是好的，但他们应该权衡考虑其它的优先项目，如：教育以及贫困人口和老人的医疗健康问题。”[53]